# Тиндалл, Зара
За́ра Энн Эли́забет Ти́ндалл (англ. Zara Anne Elizabeth Tindall, в девичестве — Филлипс англ. Phillips; род. 15 мая 1981, Паддингтон, Лондон, Великобритания) — член британской королевской семьи, второй ребёнок и единственная дочь принцессы Анны и её первого мужа, капитана Марка Филлипса, и 22-я в линии наследования престола. Замужем за бывшим капитаном сборной Англии по регби-15 Майком Тиндаллом.
Зара Филлипс занимается конным спортом, выиграла чемпионат мира по троеборью в Ахене и в 2006 году была признана компанией BBC Спортивной личностью года. В 2007 году за успехи в конном спорте она была награждена орденом Британской империи.

## Биография

Герб Зары Филлипс, основанный на гербе её отца

Зара Филлипс — старшая внучка королевы Елизаветы II и принца Филиппа, герцога Эдинбургского. На момент своего рождения была на 6-м месте в линии наследования трона. В настоящее время находится на 22-м месте.
У неё есть старший полнородный брат Питер Филлипс (род. 15 ноября 1977) и две единокровные сестры: Фелисити Тонкин (род. 1985; рождённая любовницей её отца Хизер Тонкин) и Стефани Филлипс (род. 2 октября 1997; от второго брака отца с Сэнди Пфлюгер).
Зара окончила привилегированную частную школу в Гордонстоне, Шотландия. Во время учёбы она представляла свою школу на соревнованиях по хоккею, лёгкой атлетике и гимнастике. Позже она окончила Эксетерский университет (как и её старший брат) по специальности «Физиотерапия», выбрав специализацию «Физиотерапия лошадей».
Зара стала первым членом королевской семьи, который появился в рекламе. В 2007 году она снялась в рекламе Land Rover.

## Брак и дети
21 декабря 2010 года Букингемский дворец объявил о помолвке Зары Филлипс с регбистом Майком Тиндаллом, игроком клуба «Глостер» и национальной сборной Англии, обладателем Кубка мира 2003 года. Пару познакомил на Кубке мира по регби 2003 года в Австралии двоюродный брат Зары принц Гарри. 
Свадьба состоялась 30 июля 2011 года в церкви Кэнонгейт в Эдинбурге, Шотландия. Из-за профессиональной карьеры в конном спорте Зара решила оставить девичью фамилию. Но в 2016 году она стала использовать фамилию мужа.
17 января 2014 года у пары родилась дочь Миа Грэйс Тиндалл, которая является 23-й в порядке престолонаследия. 
30 ноября 2016 года стало известно о второй беременности Зары, но за несколько дней до Рождества 2016 года у неё случился выкидыш. В следующем году Тиндалл перенесла второй выкидыш. 
18 июня 2018 года родилась вторая дочь — Лена Элизабет Тиндалл. По состоянию на январь 2025 года девочка занимает 24-е место в очереди на британский престол.
21 марта 2021 года на полу ванной комнаты в семейном доме пары в Глостерширском поместье Зара родила третьего ребёнка — сына . Мальчика назвали Лукас Филипп Тиндалл, он занимает 25-е место в порядке наследования британского престола.

## Конный спорт

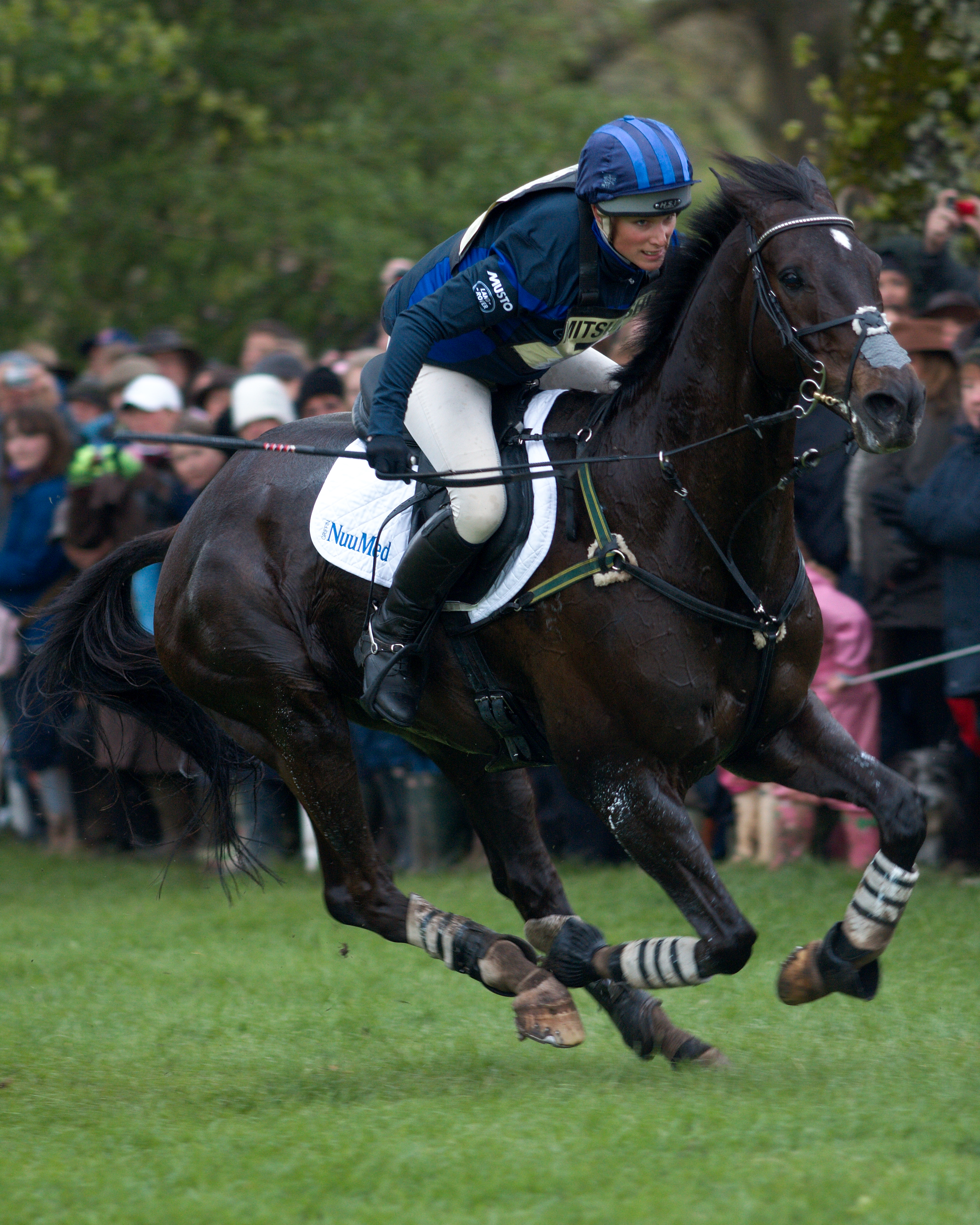
Зара Филлипс на Badminton Horse Trials 2010

Следуя по стопам своих родителей, Зара Филлипс также стала наездницей. В июне 2003 года она объявила о подписании спонсорского контракта с финансовой компанией Cantor Index.
Вместе со своей лошадью Тойтаун (англ. Toytown) Зара завоевала золотые медали в личном и командном первенстве на чемпионате Европы по троеборью 2005 года в Бленхейме, а также золотую медаль в личном и серебряную в командном первенстве на чемпионате мира по троеборью в Ахене.
Известна как один из двух членов британской королевской семьи, участвовавших в Олимпийских играх: 31 июля 2012 стала обладательницей серебряной медали на состязаниях по конному спорту на летней Олимпиаде 2012 года в Лондоне; её мать — принцесса Анна — выступала в соревнованиях по конному спорту на Олимпиаде 1976 в Монреале и заняла 24-е место в личном первенстве по троеборью.

## Общественная деятельность
Как старшая внучка королевы Елизаветы II, Филлипс принимает участие во многих благотворительных мероприятиях. В 2003 году она и принцесса Анна присутствовали на церемонии наименования кораблей в Саутгемптоне. Принцесса Анна дала имя лайнеру Oceana, а Филлипс назвала другой корабль Adonia.
Зара Филлипс часто посещает благотворительные мероприятия. В 2005 году её вечернее платье, в котором она была на премьере фильма «Фаворит», было продано на аукционе, а вырученные деньги были направлены в фонд помощи жертвам цунами. С 1998 по 2005 год она занимала должность президента клуба 16-24, который помогает молодёжи проявлять интерес к конному спорту. Зара Филлипс поддерживает фонд INSPIRE, чьи исследования направлены на поддержку и лечение травм спины. Она также оказывает помощь детям, больным раком.
В 2006 году Зара Филлипс участвовала в сборе пожертвований для членов семей сотрудников, погибших при теракте 11 сентября 2001 года.

## Дизайн одежды
В 2009 году было объявлено, что Филлипс будет проектировать собственную линию одежды для верховой езды для компании Musto. Линия получила название ZP176, такой номер был у Зары Филлипс, когда она в первый раз представляла свою страну на международных соревнованиях. Линия была официально запущена в июле 2010 года.